# Selección de fútbol sala de Tailandia
La selección de fútbol sala de Tailandia es el equipo representativo del país en las competiciones oficiales organizadas por la Confederación Asiática de Fútbol y la FIFA. Es administrada por la Asociación de Fútbol de Tailandia.

## Estadísticas

### Copa Mundial de Futsal FIFA
| Copa Mundial de fútbol sala de la FIFA | Copa Mundial de fútbol sala de la FIFA | Copa Mundial de fútbol sala de la FIFA | Copa Mundial de fútbol sala de la FIFA | Copa Mundial de fútbol sala de la FIFA | Copa Mundial de fútbol sala de la FIFA | Copa Mundial de fútbol sala de la FIFA | Copa Mundial de fútbol sala de la FIFA |
| Año                                    | Ronda                                  | J                                      | G                                      | E                                      | P                                      | GF                                     | GC                                     |
| -------------------------------------- | -------------------------------------- | -------------------------------------- | -------------------------------------- | -------------------------------------- | -------------------------------------- | -------------------------------------- | -------------------------------------- |
| 1989                                   | No participó                           | No participó                           | No participó                           | No participó                           | No participó                           | No participó                           | No participó                           |
| 1992                                   | No clasificó                           | No clasificó                           | No clasificó                           | No clasificó                           | No clasificó                           | No clasificó                           | No clasificó                           |
| 1996                                   | No participó                           | No participó                           | No participó                           | No participó                           | No participó                           | No participó                           | No participó                           |
| 2000                                   | Primera ronda                          | 3                                      | 0                                      | 0                                      | 3                                      | 2                                      | 17                                     |
| 2004                                   | Primera ronda                          | 3                                      | 1                                      | 0                                      | 2                                      | 5                                      | 13                                     |
| 2008                                   | Primera ronda                          | 4                                      | 1                                      | 0                                      | 3                                      | 7                                      | 15                                     |
| 2012                                   | Octavos de final                       | 4                                      | 1                                      | 0                                      | 3                                      | 9                                      | 16                                     |
| 2016                                   | Octavos de final                       | 4                                      | 2                                      | 0                                      | 2                                      | 22                                     | 25                                     |
| 2021                                   | Octavos de final                       | 4                                      | 1                                      | 1                                      | 2                                      | 11                                     | 16                                     |
| 2024                                   | Octavos de final                       | 4                                      | 2                                      | 0                                      | 2                                      | 15                                     | 20                                     |
| Total                                  | 7/9                                    | 26                                     | 8                                      | 1                                      | 17                                     | 71                                     | 122                                    |

### Copa Asiática de Futsal de la AFC
| Copa Asiática de Futsal de la AFC | Copa Asiática de Futsal de la AFC | Copa Asiática de Futsal de la AFC | Copa Asiática de Futsal de la AFC | Copa Asiática de Futsal de la AFC | Copa Asiática de Futsal de la AFC | Copa Asiática de Futsal de la AFC | Copa Asiática de Futsal de la AFC |
| Año                               | Ronda                             | J                                 | G                                 | E                                 | P                                 | GF                                | GC                                |
| --------------------------------- | --------------------------------- | --------------------------------- | --------------------------------- | --------------------------------- | --------------------------------- | --------------------------------- | --------------------------------- |
| 1999                              | Fase de grupos                    | 4                                 | 0                                 | 1                                 | 3                                 | 9                                 | 84                                |
| 2000                              | Tercer lugar                      | 5                                 | 3                                 | 0                                 | 2                                 | 29                                | 23                                |
| 2001                              | Cuartos de final                  | 4                                 | 2                                 | 0                                 | 2                                 | 24                                | 14                                |
| 2002                              | Tercer lugar                      | 7                                 | 6                                 | 0                                 | 1                                 | 42                                | 15                                |
| 2003                              | Tercer lugar                      | 6                                 | 5                                 | 0                                 | 1                                 | 23                                | 7                                 |
| 2004                              | Tercer lugar                      | 6                                 | 4                                 | 1                                 | 1                                 | 49                                | 14                                |
| 2005                              | Segunda ronda                     | 6                                 | 3                                 | 2                                 | 1                                 | 57                                | 12                                |
| 2006                              | Fase de grupos                    | 3                                 | 2                                 | 0                                 | 1                                 | 19                                | 11                                |
| 2007                              | Cuartos de final                  | 4                                 | 2                                 | 0                                 | 2                                 | 23                                | 16                                |
| 2008                              | Subcampeón                        | 6                                 | 5                                 | 0                                 | 1                                 | 27                                | 10                                |
| 2010                              | Cuartos de final                  | 4                                 | 3                                 | 0                                 | 1                                 | 21                                | 16                                |
| 2012                              | Subcampeón                        | 6                                 | 5                                 | 0                                 | 1                                 | 22                                | 16                                |
| 2014                              | Cuartos de final                  | 4                                 | 2                                 | 1                                 | 1                                 | 17                                | 9                                 |
| 2016                              | Tercer lugar                      | 6                                 | 5                                 | 1                                 | 0                                 | 31                                | 10                                |
| 2018                              | Cuartos de final                  | 4                                 | 2                                 | 0                                 | 2                                 | 16                                | 16                                |
| 2022                              | Cuarto lugar                      | 6                                 | 3                                 | 1                                 | 2                                 | 16                                | 20                                |
| Total                             | 16/16                             | 81                                | 54                                | 6                                 | 21                                | 459                               | 231                               |

- Datos: Q1819620